# Vývojář videoher
Vývojář videoher (zvaný též herní vývojář) je označení softwarového vývojáře, jenž se specializuje na vývoj videoher. Může se jednat o jednu osobu, která vykonává všechny úkoly, nebo společnost, ve které jsou jednotlivé disciplíny, jako je programování, design, testování apod., rozděleny mezi zaměstnance. Většina takovýchto vývojářských společností má herního vydavatele, jenž je finančně a marketingově podporuje. Nezávislí vývojáři se financují sami a vytváří nezávislé videohry.
Vývojáři se mohou specializovat na tvorbu her pro specifické herní konzole nebo je vyvíjet pro všechny platformy, a to včetně osobních počítačů a mobilních zařízení. Mohou se specializovat i na určité žánry, jako jsou hry na hrdiny a střílečky z pohledu první osoby. Další se pak mohou zaměřovat na portování her na jiné platformy, na překlad her či na vývoj jiných softwarů než jsou hry.
Většina vydavatelů videoher spravuje vlastní vývojářská studia (jako je například EA Vancouver společnosti Electronic Arts, studia Square Enixu, Radical Entertainment společnosti Activision, Nintendo EAD či Polyphony Digital a Naughty Dog společnosti Sony). Protože je vydávání her stále jejich hlavní činností, jsou většinou označováni jako „vydavatelé“ než „vývojáři“. Vývojáři mohou být i soukromá studia (jako je například Bungie, které exkluzivně vyvinulo herní sérii Halo pro Xbox od Microsoftu).